# Adriano Frassinelli
Adriano Frassinelli (n. 11 aprilie 1943, Pieve di Cadore, Veneto, Italia) este un bober ce a reprezentat Italia, medaliat olimpic. A participat la o ediție a Jocurilor Olimpice (1972) în care a câștigat o medalie de argint.

## Participări
Lista de mai jos prezintă principalele competiții la care a participat Adriano Frassinelli de-a lungul carierei.
- bobsleigh at the 1972 Winter Olympics[*]